# トヨタ自動車高岡工場

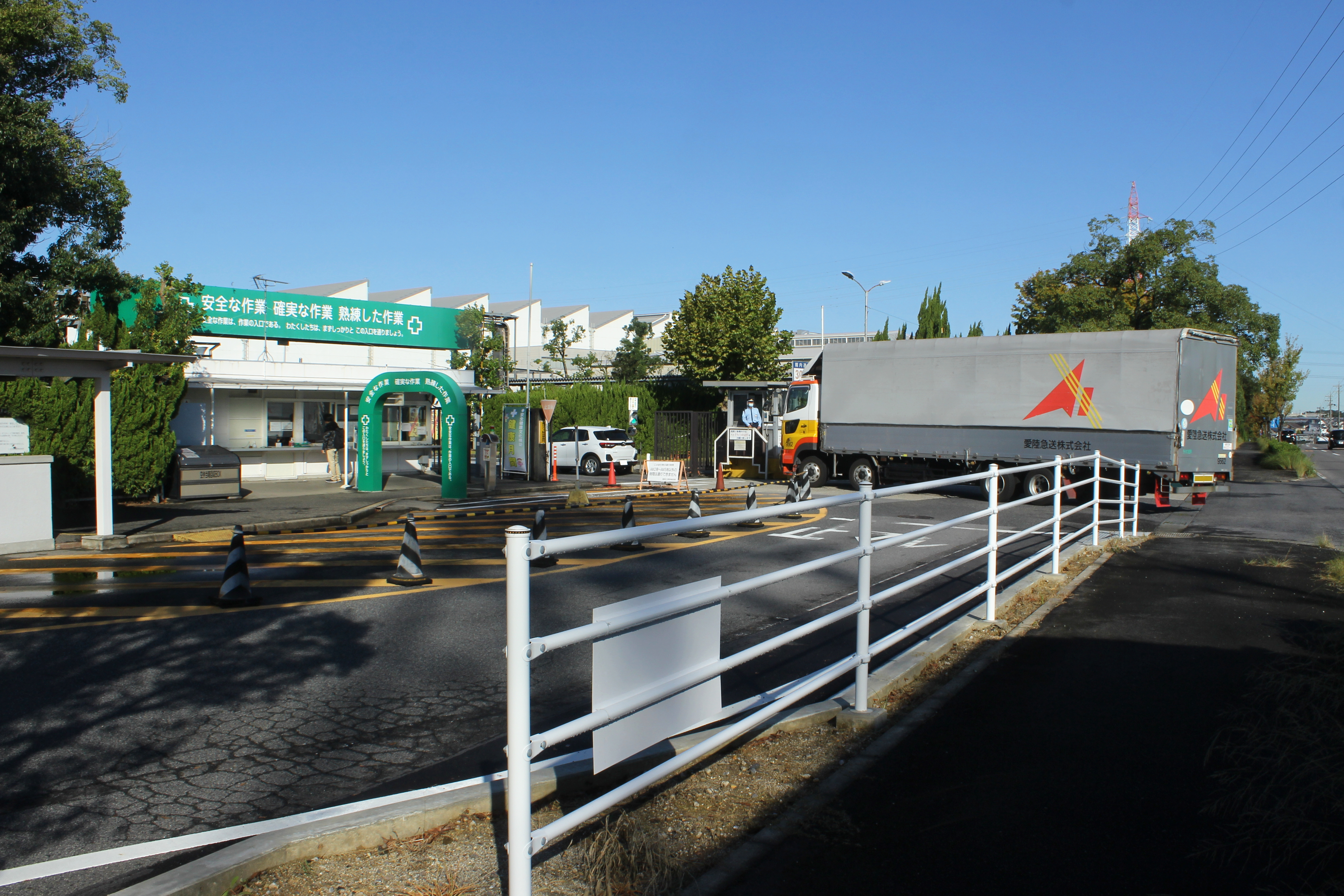
トヨタ自動車高岡工場

トヨタ自動車高岡工場（トヨタじどうしゃたかおかこうじょう）は、愛知県豊田市本田町三光1番地に所在するトヨタ自動車の工場である。

## 概要
1966年の操業開始以来、主力車種カローラの生産拠点として発展し、2025年にはトヨタ自動車では日本初となる電気自動車専用ラインを導入した。
- 所在地: 〒473-0938 愛知県豊田市本田町三光1番地[3]
- 操業開始: 1966年（昭和41年）9月[4]
- 敷地面積: 131万m²[5]

## 沿革
- 1965年:月産10万台体制構築のため、カローラ専用工場として高岡工場の建設を決定[1]。
- 1966年:第1期工事が完成し、初代カローラの生産を開始。溶接工程に「ループ・ライン方式」を導入[1]。
- 1983年: ゼネラルモーターズとの合弁会社NUMMIへ技術者を派遣[5]。
- 2002年: 単一工場としては日本初となる累計2,000万台生産を達成[5]。
- 2025年: トヨタ自動車では日本初となる電気自動車（bZ4X）専用ラインの導入を発表[2]。

## 生産体制
- 自動化技術: 塗装工程に静電塗装を早期導入[1]。
- 電気自動車専用ライン: 年間10万台規模の生産能力を見込み2025年に導入[2]。

## 社会問題

### 労働環境
2000年代、従業員の自殺事例が報告された。  

### 環境問題
2024年、工場敷地内の土壌から基準値超のフッ素と鉛が検出されたと、豊田市が発表したと報道された。

## 生産車種
- RAV4[8]
- ハリアー[8]
- bZ4X[2]
- カローラ（1966-2025年）[5] [2]
- プリウス（1997-2000年）[5]